# 鹿目凛
鹿目 凛（かなめ りん、1996年9月21日 - ）は、日本の女性アイドル。
女性アイドルグループ・でんぱ組.incの元メンバー。meme tokyo.の元サポートメンバー。ベボガ!の元メンバー。また、イラストレーターでもあり「ぺろりん先生」（ぺろりんせんせい）名義で、4コマ漫画やイラストを発表している。埼玉県出身。

## 略歴
2014年6月14日、池袋ブラックホールでベースボールガールズ（2016年7月ベボガ!（虹のコンキスタドール黄組）に改名）の助っ人メンバーとして初ステージ。同年10月19日、正規メンバーに昇格。
Twitterやブログでアイドルとそのヲタクを描いたイラストが松井玲奈や指原莉乃からも注目され、2015年夏からTwitterのフォロワーが急増。2016年3月14日にフォロワー6万人となる。
2016年2月、イラストを元にしたLINEスタンプ販売開始。
2016年3月30日発売の『月刊ENTAME』（徳間書店）5月号より、4コマ漫画『ぼっちアイドルまいまい。』を連載開始。2016年6月には、ファミリーマートキャンペーン企画で、でんぱ組.incチケットケースのイラストを担当した。
10月21日から白夜書房『BUBKA』誌面企画「全国アイドル選抜グラビア逸材発掘プロジェクト」に参加。12月30日、グランプリを獲得。2017年1月31日発売の『BUBKA』にグラビア掲載。
12月15日、『週刊ヤングジャンプ』（集英社）「サキドルエースSURVIVAL SEASON6」に参加。2017年3・4合併特大号にグラビア掲載。2017年3月9日、サキドルエースSURVIVAL SEASON6で本戦準優勝。週刊ヤングジャンプ15号で巻末グラビアを勝ち取る。
2017年12月30日、大阪城ホールで行われたでんぱ組.incのライブで、でんぱ組.incへの加入が発表された。ベボガ!には引き続き在籍し、でんぱ組.incと兼任。
2018年9月23日、ベボガ!解散に伴い、でんぱ組.inc専任となる。
2019年10月5日、meme tokyo.に学業優先のため休業したSOLIに代わり、期間限定でサポートメンバーPEROとして加入。再び兼任となる。
2019年12月8日、幕張メッセで行われたでんぱ組.incのライブで、根本凪とのスピンオフユニット・ねもぺろ（アーティスト名表記は「ねもぺろ from でんぱ組.inc」）が披露。2020年2月25日に写真集『ねもぺろ』を発売、同年3月25日には初のシングル「しゅきしゅきしゅきぴ♡がとまらないっ…！」がリリースされた。
2020年6月2日、この日の配信ライブをもってmeme tokyo.兼任終了。
2025年1月5日、この日のファイナルライブをもってでんぱ組.incがエンディング（解散）を迎えた。
2025年2月6日、FRIDAY創刊40th記念企画「グラデミー賞」にて審査委員特別賞を受賞した。

## 人物
- 「鹿目 凛」は芸名であり、姓の「鹿目」は、アニメ「魔法少女まどか☆マギカ」の主人公・鹿目まどかに由来[23]。ニックネームは、かつてmixiで「ぺろりんこ」というハンドルをつかっていたが、メンバーから「『ぺろりんこ』っておかしくない? 『ぺろりん』でいいじゃん」と言われたことから「ぺろりん」となった[24]。

- 19歳下の弟がいる[25]。

- 2022年6月14日、アイドル活動を始めてから8年を迎えたのを機に自身がアスペルガー症候群であることをブログにて公表した[26]。

## 出演

### バラエティ
- アイドル・シャッフルドラマ選手権（2017年3月12日 - 4月30日、MBS）[27]

### ドラマ
- 校則アイドル〜淑女の学園〜（2017年9月3日、MBS）[28] - 早乙女茉美 役
- 湯遊ワンダーランド（2023年7月16日 - 、BSテレビ東京） - 紬 役[29]

### 舞台
- Cutie Honey Emotional（2020年2月6日 - 9日、サンシャイン劇場）- サイバーハニー 役[30]
- ぼくらの七日間戦争（2020年9月11日 - 20日、かめありリリオホール） - 橋口純子 役

### 映画
- 怪奇タクシー（2022年8月5日公開、ギグリーボックス、監督：夏目大一朗） - 千本廼子 役[31]
- ドラレコ霊（2024年2月23日公開、ノースシーケーワイ、監督：千葉誠治） - 果穂 役[32][33]
- タイムマシンガール（2025年1月25日公開、イナズマ社、木場明義監督）[34]
- 内定代行（2025年5月30日、ノースシーケーワイ、千葉誠治監督） - 花奏 役[35]

## 書籍

### 単行本
- 『アイドルとヲタク大研究読本』 カンゼン（原著2016年5月13日）。ISBN 978-4862553461。
- 『アイドルとヲタク大研究読本 イエッタイガー』 カンゼン（原著2017年1月23日）。ISBN 978-4862553812。
- 『アイドルとヲタク大研究読本 ♯拡散希望』（2017年8月31日、カンゼン）ISBN 978-4862554192
- 『よもぎちゃん』（2019年10月18日、小学館）サンデーうぇぶり連載の漫画作品[36]
- 『アイドル歌会 公式歌集1』（2022年9月12日、講談社）ISBN  978-4065286418。カバーイラストを担当、アイドル歌会で発表した短歌の作品も収録。

### 写真集
- 鹿目凛ファースト写真集『ぺろりん』（2018年1月11日、ワニブックス）ISBN 978-4847049880[37]
- 鹿目凛×佐藤佑一『きみだけ』: でんぱ組.incアートブックコレクション7（2018年5月1日、小学館）ISBN 978-4096822692[38]

### 雑誌連載
- 月刊ENTAME（徳間書店）『ぼっちアイドルまいまい。』（2016年5月号 - ）
- Gザテレビジョン vol.44（KADOKAWA）で古川愛李と対談。